# Ipertensione arteriosa essenziale
L'ipertensione arteriosa essenziale o primaria è una malattia dell'apparato circolatorio. Al contrario dell'ipertensione secondaria (per la quale sono note le cause scatenanti la patologia), per l'ipertensione essenziale non sono stati scoperti ed identificati i fattori scatenanti.
L'ipertensione primaria è perciò una patologia nella quale è possibile individuare un livello di pressione sanguigna che è superiore ai livelli normali. La patologia richiede un controllo farmacologico per evitare che, con il persistere della condizione, possa essere causa per lo sviluppo di complicanze a carico del sistema cardio-circolatorio.
Questo tipo di ipertensione è definita indistintamente come primaria o essenziale. Il termine primaria evidenzia come questo tipo di ipertensione non sia scatenata da fattori secondari (come patologie a carico di alcuni organi), ma sia dovuta a cause non ancora identificate. Il termine essenziale è stato invece coniato dai primi studiosi della patologia i quali cominciarono ad evidenziare come, con l'aumentare dell'età, l'ipertensione si riscontrasse in numero sempre maggiore di individui. Pensarono perciò che l'ipertensione fosse una condizione necessaria, quindi essenziale, e la definirono appunto ipertensione essenziale.

## Cause
Le cause dell'ipertensione essenziale non sono ancora state accertate, e perciò non è ancora possibile capire il fattore scatenante la patologia. È però risultato sempre più chiaro che esistono dei fattori che favoriscono l'insorgenza e lo sviluppo dell'ipertensione primaria. Sicuramente uno di questi è la componente genetica. L'ipertensione risulta essere familiare e ricorrere più frequentemente all'interno di alcune famiglie. L'età ed uno stile di vita sedentario favoriscono l'insorgenza dell'ipertensione e questi fattori, unitamente ad una dieta ipercalorica e con un alto contenuto di sodio contribuiscono all'instaurarsi dell'ipertensione. Anche la componente razziale sembra rappresentare un fattore importante nell'ipertensione: popolazioni nere con stili di vita occidentali presentano una maggior incidenza di ipertensione rispetto alle popolazioni caucasiche o dell'estremo oriente che vivono nelle stesse condizioni.

### Lo stile di vita
In ogni singolo individuo il livello di pressione arteriosa dipende dall'interazione tra fattori genetici, ereditari e lo stile di vita applicato. È ben riconosciuto che l'ipertensione essenziale ha un'importante componente ereditaria, sulla quale insistono le componenti legate allo stile di vita e l'alimentazione seguita. Lunghe ricerche condotte su gemelli omozigoti cresciuti insieme o separatamente, su bambini adottati e non adottati hanno permesso di quantificare la percentuale relativa alla familiarità e allo stile di vita. Generalmente, è stato scoperto che la metà di tutti i casi di ipertensione è imputabile allo stile di vita. Tra questi è possibile ricordare la vita sedentaria, dieta ipercalorica, alto contenuto di sodio e calcio, obesità.

## Incidenza
Tra tutti i casi valutabili di ipertensione, circa il 95% è descrivibile come ipertensione primaria, mentre solo il restante 5% è ipertensione secondaria, e perciò causata da patologie renali o endocrinologiche.
La pressione si innalza per un'anomala produzione di alcuni ormoni a funzione vasocostrittrice e ipertensiva (adrenalina, nor-adrenalina). Ciò comporta spasmi a livello capillare e arteriolico, che portano a resistenze periferiche che ostacolano il flusso di sangue e causano l'aumento della pressione. Nel tempo il vaso sanguigno perde la propria elasticità.
La malattia pare aver carattere ereditario, ma sono accertate particolari condizioni responsabili di una sua possibile insorgenza.
Nel 2015, la SIIA Società Italiana dell'Ipertensione Arteriosa ha pubblicato i risultati del primo studio condotto in Italia sull'alimentazione dei minori sani in relazione alle concentrazioni ematiche di sodio e potassio. 

Su un campione di 1 424 giovani di età compresa fra i 6 e i 18 anni -dei quali 766 ragazzi e 658 ragazze-, selezionati in 10 regioni italiane, nel 90% dei casi  è risultato che era presente un eccesso di sodio e una carenza di potassio rispetto ai valori standard della dieta, con concentrazioni Na/K pari a 129/39 mmol nei maschi e a 117/36 mmol nelle femmine. Tale rapporto era di 3.4-3.5, il triplo del valore atteso unitario, che corrisponde allo stato di equilibrio osmotico della pompa sodio-potassio fra il lato interno e il lato esterno della membrana cellulare.
In particolare, il potassio era 3 volte sotto il valore di riferimento esterno pari a ca 143 mM.

## Misurazione della pressione
Il metodo ideale vorrebbe che la misurazione ed il controllo della pressione avvenisse all'interno dei vasi sanguigni, per poter ottenere valori esatti, precisi e veritieri. Tale tipologia di esame, sebbene in grado di fornire valori precisi, non è attuabile su ampia scala a causa dell'eccessiva invasività dell'operazione, attuabile solo in particolari condizioni e con specifiche tecnologie. Risulta perciò ancora utile ai fini pratici routinari l'utilizzo dello sfigmomanometro, che permette di ottenere, con buona approssimazione, valori utili per valutare i valori pressori.